# Glasgow Warriors
Los Glasgow Warriors es un equipo británico profesional de rugby con sede en Glasgow, Escocia, y que disputa el United Rugby Championship, la máxima competición de rugby en aquellos países.

## Historia
Hasta 2012 ha disputado sus encuentros como local es el Firhill Stadium de Glasgow, un pequeño estadio con capacidad para 10 921 espectadores, construido en 1909, donde también juega los partidos de fútbol del Partick Thistle FC, propietario del campo. Desde la temporada 2012/13 se traslada al Scotstoun Stadium, un estadio con 5000 localidades, construido en 1915, donde ya venía entrenando desde el año 2009.
Aunque el equipo de rugby representativo de la región de Glasgow disputó sus primeros partidos en el siglo XIX, en realidad fue la profesionalización del rugby la que obligó a la Federación Escocesa de Rugby a crear, en la década de los 90, un equipo completamente profesional en la ciudad, ya que no se pensaba que los clubs existentes en el país fuesen capaces de competir con los clubs de Inglaterra, Francia, Irlanda y Gales.
En la temporada 1997/98 participó por primera vez en la Heineken Cup. Por aquel entonces las federaciones de Gales y Escocia unieron sus fuerzas para crear una liga conjunta con clubs de ambos países, a la que luego se unirían los 4 clubs profesionales de Irlanda para crear la Celtic League, actualmente Pro12. El equipo de Glasgow se fusionó con los Caledonian Reds, formando el Glasgow Caledonians, que luego cambió su nombre a Glasgow Rugby, y al fin Glasgow Warriors.
En la primera temporada de la Celtic League Glasgow alcanzó las semifinales, pero la débil economía del club y de la federación escocesa hicieron que los resultados fuesen de mal en peor hasta terminar en la última posición durante la temporada 2005/06. Desde entonces el club ha mejorado su rendimiento año tras año, acabando 3.º en la temporada 2009/10, su mejor resultado a fecha de 2012.
El rendimiento del club en la Heineken Cup y en la European Challenge Cup tampoco ha sido bueno, siendo habitual que el equipo no supere nunca la primera fase. La única vez que lo logró fue en su primera participación en la máxima competición, en el año 1998, pero a continuación quedó eliminado ante Leicester Tigers por 90 a 19.

### Rivalidades
Debido a que junto con el Edinburgh Rugby son los dos únicos equipos escoceses de elite, su enfrentamiento es el clásico de su país. Ambos equipos se enfrentan anualmente en la Copa 1872 y los Warriors aventajan a los edimburgueses por cuatro títulos.

## Palmarés

### Torneos internacionales
- Subcampeón European Challenge Cup (1): 2022-23

### Torneos nacionales
- United Rugby Championship (2): 2014-15, 2023-24

- Inter-District Championship (1): 1999–2000

- Copa 1872 (11): 2007–08, 2009–10, 2010–11, 2011–12, 2012–13, 2013–14, 2016–17, 2020–21, 2022-23, 2023-24, 2024-25

- Shield Escocia-Italia URC (3): 2022-23, 2023-24, 2024-25

- Subcampeón United Rugby Championship (2): 2013-14, 2018-19